# Silver Rocket
Silver Rocket est un single du groupe Sonic Youth publié en 1988 par Forced Exposure. Il contient trois morceaux enregistrés dans un concert le 18 juin 1988 à Hoboken (États-Unis) : Silver Rocket, You Pose You Lose (ce morceau est composé de bruits d'amplificateurs et de samples des Beatles), et Non-Metal Dude Wearing Metal Tee, une version instrumentale d'Eliminator Jr…, de l'album Daydream Nation.

## Titres
1. Silver Rocket
2. You Pose You Lose

1. Non-Metal Dude Wearing Metal Tee